# Robert Pecl
Robert Pecl (født 15. november 1965) er en tidligere østrigsk fodboldspiller, der som forsvarer på Østrigs landshold deltog ved VM i 1990 i Italien. I alt spillede han 31 landskampe, hvori han scorede ét mål.
Pecl spillede på klubplan hele sin karriere hos Rapid Wien i hjemlandet. Her var han med til at vinde to østrigske mesterskaber. Han måtte stoppe sin karriere som kun 30-årig grundet skader.